# 游震得
游震得（1505年—1574年），字汝潛，号蛟潭，更号让溪，明朝政治人物，直隸徽州府婺源縣濟溪人（今屬江西）。嘉靖十七年（1538年）進士。授行人，擢監察御史。嘉靖年間上任福建巡撫。

## 生平
嘉靖十年（1531年）辛卯科應天府鄉試第八十八名，嘉靖十七年（1538年）戊戌科三甲180名進士。授行人，二十二年十二月选擢南京礼科给事中，二十五年丁忧去职。三十一年復除户科给事中，十二月升户科右，三十二年三月升兵科左给事中，出为江西按察司副使，兵备赣州，升湖广布政司参政，分守辰州，累官福建右布政使，嘉靖四十年十一月升任都察院右佥都御史、巡抚福建，四十一年十一月倭寇攻破興化府城，次年二月被罢免，回籍听勘，四十三年四月被黜为民。
隆慶元年（1567年）七月起为总督南京粮储都御史，次年辞官歸。家居時捐建虹東精舍，捐俸金築坤维山，居讓溪書屋，學者稱讓溪先生。

## 著作
著有《怡晚録》等。

## 家族
曾祖游敬寬，曾任壽官；祖父游侃；父游泰亨。母汪氏；前母程氏。慈侍下。